# Gabriella Ferri
Gabriella Ferri (Rome, 18 septembre 1942 - Corchiano, 3 avril 2004) est une chanteuse italienne .

## Discographie
- 1966 - Gabriella Ferri
- 1970 - Gabriella Ferri
- 1971 - ...Lassatece  passà
- 1971 - ...E  se fumarono a Zazà
- 1972 - L'amore  è facile, non è difficile
- 1972 - Gabriella,  i suoi amici...e tanto folk
- 1973 - Sempre
- 1974 - Remedios
- 1975 - Mazzabubù
- 1977 - ...E  adesso andiamo a incominciare
- 1981 - Gabriella
- 1987 - Nostargia
- 1997 - Ritorno al futuro
- 2000 - Canti diVersi
- Notices d'autorité :   - VIAF
  - ISNI
  - BnF (données)
  - LCCN
  - GND
  - Italie
  - Pologne
  - WorldCat